# Happy Hour (serial telewizyjny)
Happy Hour – amerykański serial telewizyjny (sitcom), nadawany oryginalnie przez stację Fox Broadcasting Company od 7 września 2006 do 2 listopada 2006. Powstał jeden sezon serialu – łącznie trzynaście półgodzinnych odcinków, jednak Fox wyemitowało tylko dziewięć z nich.

## Obsada
- John Sloan jako Henry Beckman
- Lex Medlin jako Larry Cone
- Nat Faxon jako Brad Cooper
- Jamie Denbo jako Tina Difabio
- Beth Lacke jako Amanda Pennington
- Brooke D’Orsay jako Heather Hanson